# NGC 3527
NGC 3527 est une galaxie spirale barrée relativement éloignée et située dans la constellation de la Grande Ourse. NGC 3527 a été découverte par l'astronome germano-britannique William Herschel en 1785.

## Caractéristiques
Selon la base de données Simbad, NGC 3527 est une galaxie LINER, c'est-à-dire une galaxie dont le noyau présente un spectre d'émission caractérisé par de larges raies d'atomes faiblement ionisés.

### Distance
Sa vitesse par rapport au fond diffus cosmologique est de 10 257 ± 21 km/s, ce qui correspond à une distance de Hubble de 151 ± 11 Mpc (∼493 millions d'al).
À ce jour, trois mesures non basées sur le décalage vers le rouge (redshift) donnent une distance de 122,667 ± 12,741 Mpc (∼400 millions d'al), ce qui est à l'extérieur des valeurs de la distance de Hubble. Notons que c'est avec la valeur moyenne des mesures indépendantes, lorsqu'elles existent, que la base de données NASA/IPAC calcule le diamètre d'une galaxie et qu'en conséquence le diamètre de NGC 3527 pourrait être d'environ 52,8 kpc (∼172 000 al) si on utilisait la distance de Hubble pour le calculer.

### Deux anneaux
Comme on peut le voir sur l'image de l'étude SDSS, cette galaxie est entourée d'un anneau (R) et elle arbore aussi un anneau interne (r). La classe de luminosité de NGC 3527 est II et elle présente une large raie HI.

## Supernova
La supernova SN 1992Y, ainsi que deux autres supernovas (1992W et 1992X), ont été découvertes dans NGC 3527 le 2 mai 1992 par l’astronome américain Jean Muller de l'observatoire Palomar. Le type de la supernova 1992Y n'a pas été déterminé.